# Julie Brochorst Andersen
Pour les articles homonymes, voir Andersen.
Julie Brochorst Andersen, née le 27 mai 1993, est une actrice danoise connue surtout pour son rôle de Laura dans Toi et moi pour toujours.

## Filmographie
- 2010 : Hold om mig (da) : Sara
- 2012 : Toi et moi pour toujours : Laura
- 2013 : Lækre til vi dør (court métrage) : Kimmi
- 2013 : Mommy (court métrage) : Emma
- 2014 : Tidsrejsen (série télévisée) : Jogger
- 2015 : Blokland (court métrage) : Stine
- 2015 : Shiva (court métrage) : Stella
- 2015 : Punani (court métrage) : Agnès
- 2015 : Voxeværk (court métrage)
- 2016 : Hundeliv : Sofia
- 2016 : Anti : Tanja
- 2017 : Mens Vi Lever : Q